# 1820 na ciência

## Nascimentos
| Data       | Nome                          | Profissão | Nacionalidade                         | Observações                | Ref |
| ---------- | ----------------------------- | --------- | ------------------------------------- | -------------------------- | --- |
| 5 de julho | William John Macquorn Rankine | Polímata  | Reino Unido da Grã-Bretanha e Irlanda | m. 1872 Medalha Keith 1854 |     |

## Mortes
| Data        | Nome                 | Profissão | Nacionalidade | Observações | Ref |
| ----------- | -------------------- | --------- | ------------- | ----------- | --- |
| 21 de junho | Alexis Thérèse Petit | físico    | França        | n. 1791     |     |

## Prémios
Medalha Copley
- Hans Christian Ørsted[1]